# Влоджимеж Чимошевич
Влоджѝмеж Чимошѐвич (на полски: Włodzimierz Cimoszewicz) е полски политик и юрист, доктор на юридическите науки.
През 1993 – 1995 г. вицепремиер, министър на правосъдието и главен прокурор, през 1995 – 1996 г. заместник-председател на Сейма II мандат, през 1996 – 1997 г. председател на Министерския съвет, през 2001 – 2005 г. министър на външните работи, през 2005 г. председател на Сейма IV мандат. От 1989 г. до 2005 г. е депутат в Сейма X, I, II, III и IV мандат, както и през 2007 – 2015 г. сенатор VII и VIII мандат.

## Биография
Влоджимеж Чимошевич е роден на 13 септември 1959 г. във Варшава. Завършва XIX Общообразователен лицей „Варшавските въстаници“ във Варшава и Факултета по право и администрация на Варшавския университет. През 1978 г. става доктор на правните науки, като специализира международно публично право. През 1972 – 1985 г. работи като асистент, а после като адюнкт в Катедрата по международни организации на Института по международно право. От 1980 г. до 1981 г. е стипендиант по програмата Фулбрайт в Колумбийския университет в Ню Йорк.
През 2006 г. е назначен за преподавател в университета в Бялисток, където работи в Катедрата по международно право в Юридическия факултет.

## Политическа дейност по време на Полската народна република
Политическата си кариера започва като активист на младежка организация по време на Полската народна република. Член е на Съюза на социалистическата младеж от 1968 г. до 1973 г. и Полската студентска организация, в която през 1972 г. е избран за председател на организацията във Варшавския университет. Член на Полската обединена работническа партия от 1971 г. до самото ѝ разпускане през 1990 г. Докато работи в учебното заведение е секретар на университетския комитет на партията. През 1985 г. се оттегля от политическа активност и се премества в Калинувка Кошчелна в Подляското войводство, където обработва земеделската земя на своите тъстове.
През 1980 г. е регистриран от служителите на Държавна сигурност като оперативен контакт, изключен от регистъра през 1984 г. Политикът категорично отрича да е бил таен сътрудник на специалните служби. Апелативният съд във Варшава през 2001 г. отсъжда, че неговите думи са истина.
Към политиката се връща след промените, чието начало дават заседанията на Кръглата маса. През 1989 г. за първи път участва в парламентарните избори и е избран за депутат в Сейма от името на ПОРП.

## Политическа дейност по време на III Полска република

### 1990 г. – 1996 г.
Стартира като кандидат на Социалдемократическата партия в първите демократични президентски избори в Полша през 1990 г. Получава 9,21% от гласовете (1 514 025 гласа), като заема четвърто място.
Упражнява депутатския си мандат от 1989 г. до 2005 г., като издига кандидатурата си през 1991, 1993, 1997 и 2001 г. от името на Съюза на демократичната левица. През 1990 – 1991 е председател на Парламентарния клуб на Демократичната левица.
В правителството на Валдемар Павляк заема длъжността заместник-председател на Министерския съвет и министър на правосъдието. Изпълнява тези функции от 26 октомври 1993 г. до 6 март 1995 г. Инициатор на антикорупционните правителствени акции, известни с името „Чисти ръце“. През октомври 1994 г. разкрива имената на хората, които изпълняват правителствени функции и едновременно участват в надзорни съвети на търговски дружества.
След като е сменено правителството през 1995 г. е избран за заместник-председател на Сейма. На тази длъжност остава до 1996 г. След избирането на Александър Квашневски за президент на Република Полша, Чимошевич заема неговата длъжност като председател на Конституционната комисия на Народното събрание (за 2 месеца).

### Министър-председател на Полша
След оставката на Юзеф Олекси като премиер, на 1 февруари Александър Квашневски възлага съставянето на нов кабинет на Влоджимеж Чимошевич.
През октомври 1996 г. става председател на новосформирания Комитет за европейска интеграция, който отговаря за подготовката на Полша за преговорите за присъеднияване към Европейския съюз. Изпълнява тази длъжност до 31 октомври 1997 г., когато „Изборна акция Солидарност“ печели изборите.

### 1997 г. – 2005 г.
След преминаването на властта към коалицията SLD-UP-PSL (Съзюз на демократичната левица – Уния на труда – Полска народна партия), Чимошевич заема длъжността министър на външните работи в правителството на Лешек Милер. Заедно с премиера, Чимошевич подписват Договора за присъединяване на Република Полша към Европейския съюз на 16 април 2003 г. в Атина. След оставката на кабинета е министър последователно в първото и второто правителство на Марек Белка от 2 май 2004 г. до 5 януари 2005 г., когато е освободен във връзка с кандидатурата му за председател на Сейма.
През 2004 г. е един от създателите на проекторезолюцията „Стига илюзии“ („Dość złudzeń“), огласена от Марек Боровски по време на националната конвенция на СДЛ, в която група от десет политици от партията критикуват вътрешните действия на групата. Не след дълго всички останали напускат СДЛ и преминават в нововъзникналата партия „Полска социалдемокрация“. През юли 2005 г. Влоджимеж Чимошевич отказва да се кандидатира за място през следващия мандат на парламента, отказвайки се изцяло от политическата активност.
На 5 януари 2005 г. след приемането на оставката на Юзеф Олекси като председател на Сейма, Чимошевич е избран за трети път за председател на Сейма IV мандат. Негов опонент е Юзеф Зих, когото побеждава с 223:219 гласа.

### Президентски избори през 2005 г.
На 18 май Чимошевич заявява публично, че няма да се кандидатира за президент. На 28 юни обаче променя мнението си и обявява участието си в президентските избори. Обосновава своето решение с влиянието на избирателите. Да преосмисли решението си за край на политическата кариера го призовават също така президентът Квашневски и Сдружение „Ординацка“.
Макар че остава член на СДЛ, Чимошевич стартира като независим депутат. На 3 юли по време на предизборната кампания на СДЛ получава тяхната подкрепа. Подкрепят го също така Свобода и Равенство, Федерация на младите социалдемократи и фондацията на Йоланта Квашневска „Разбирателство без бариери“. Шеф на предизборния щаб става Йоланта Квашневска.
След обявяване на кандидатурата си е призван от следствената комисия по въпросите за PKN Orlen. Разпитът се провежда на 30 юли. В резултат на това, следователите изказват вероятност за разглеждане на случая пред Конституционния трибунал, до което не се стига.
На 14 септември 2005 г. Влоджимеж Чимошевич се отказва от кандидатурата за президент и от публичния живот, което обяснява атаката от страна на опонентите му.

## Дейност след 2005 г.
По време на парламентарните избори през 2007 г. се кандидатира за Сената. Получава мандат в Бялостоцка област като единствения независим кандидат със 175 839 гласа.
В началото на март 2009 г. Министерският съвет обявява неговата кандидатура за главен секретар на Съвета на Европа. На 15 април се провежда изслушването, в което участват и неговите опоненти Лук Ван ден Бранде, Матияш Йорши и Турборн Ягланд, който заедно с Чимошевич стига до втория тур на изборите. Той се провежда на 29 септември 2009 г., като Чимошевич губи от бившия норвежки председател с 80:165 гласа.
През юни 2010 г. преди първия тур на президентските избори подкрепя кандидатурата на Бронислав Коморовски.
По време на парламентарните избори през 2011 г. отново участва в Сената. По време на VIII мандат става председател на Комисията по външни работи. През декември 2011 г. е изключен от списъка на членовете на СДЛ.
През 2015 г. започва да сътрудничи на група, която се занимава с борба срещу корупцията в рамките на „Агенция за модернизация на Украйна“. Отказва участие в парламентарните избори през същата година.

## Отличия и награди
- Орден за заслуги (1997, Гърция)
- Голям кръст на Националния орден „За заслуги“ (1997, Франция)
- Орден на Бялата звезда I степен (2002, Естония)
- Орден „За благото на Републиката“ (2002, Малта)
- Голям кръст на Ордена на Св. Михаил и Св. Георги (2004, Великобритания)
- Голям кръст на Ордена „За заслуги пред Литва“ (2005, Литва)
- Доктор хонорис кауза на американските университети: Апалахски и Северна Каролина. През 2009 г. получава Медал „Заслужил за толерантност“, признат от Екуменическата фондация „Tolerancja“.

## Личен живот
Син на Мариан и Тереза. Майка му произхожда от Волин, а семейството на баща му от Волковиск, като по време на Първата световна война се премества в Уляновск. Влоджимеж Чимошевич сключва брак с Барбара Апонович. Имат две деца – Малгожата и Томаш.
|  | Тази страница частично или изцяло представлява превод на страницата Włodzimierz Cimoszewicz в Уикипедия на полски. Оригиналният текст, както и този превод, са защитени от Лиценза „Криейтив Комънс – Признание – Споделяне на споделеното“, а за съдържание, създадено преди юни 2009 година – от Лиценза за свободна документация на ГНУ. Прегледайте историята на редакциите на оригиналната страница, както и на преводната страница, за да видите списъка на съавторите. ВАЖНО: Този шаблон се отнася единствено до авторските права върху съдържанието на статията. Добавянето му не отменя изискването да се посочват конкретни източници на твърденията, които да бъдат благонадеждни. |